# Olímpio Noronha
Olímpio Noronha is een gemeente in de Braziliaanse deelstaat Minas Gerais. De gemeente telt 2.655 inwoners (schatting 2009).

## Aangrenzende gemeenten
De gemeente grenst aan Carmo de Minas, Cristina, Conceição das Pedras en Jesuânia.